# Radior

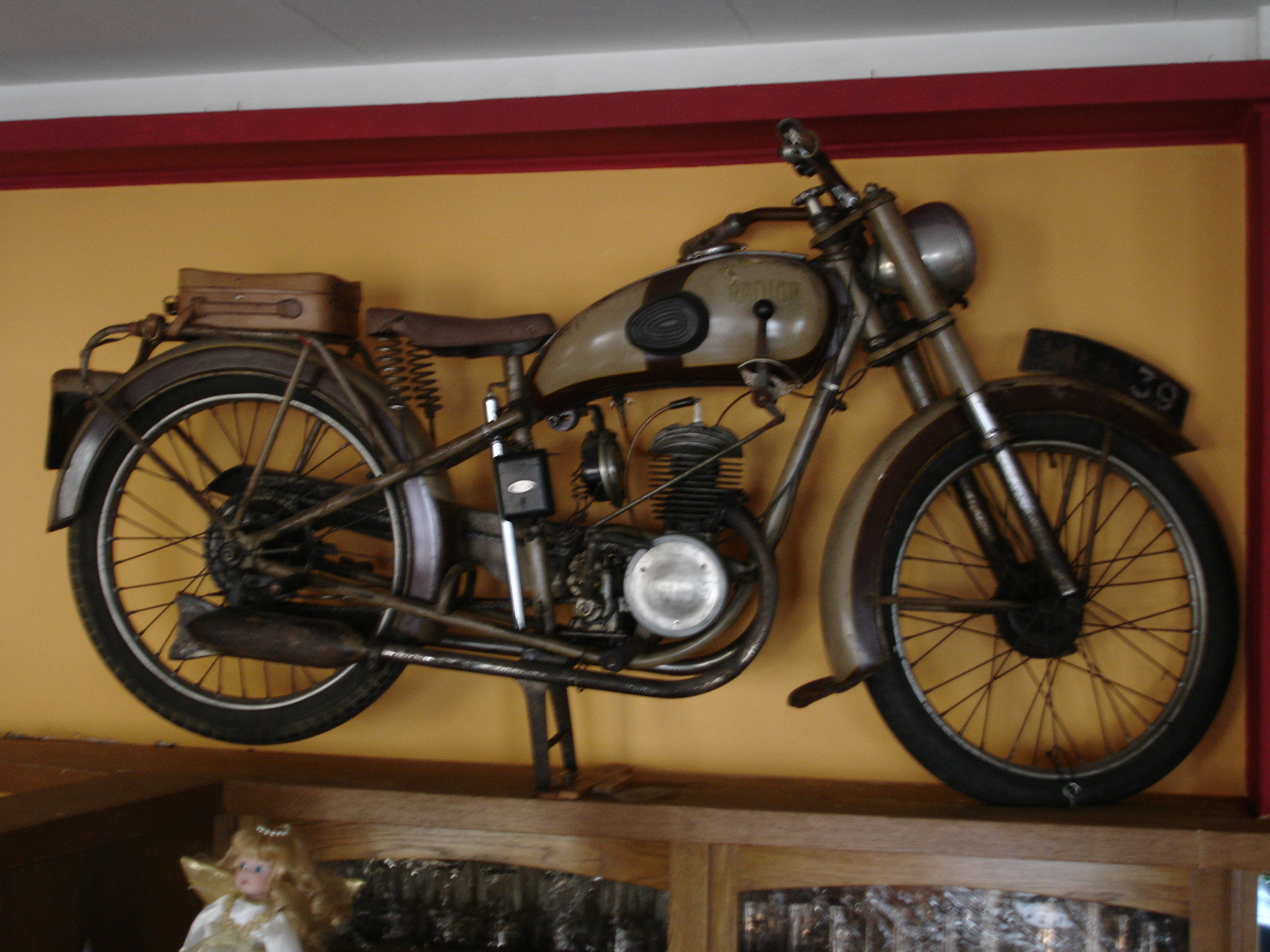
Radior Motorrad

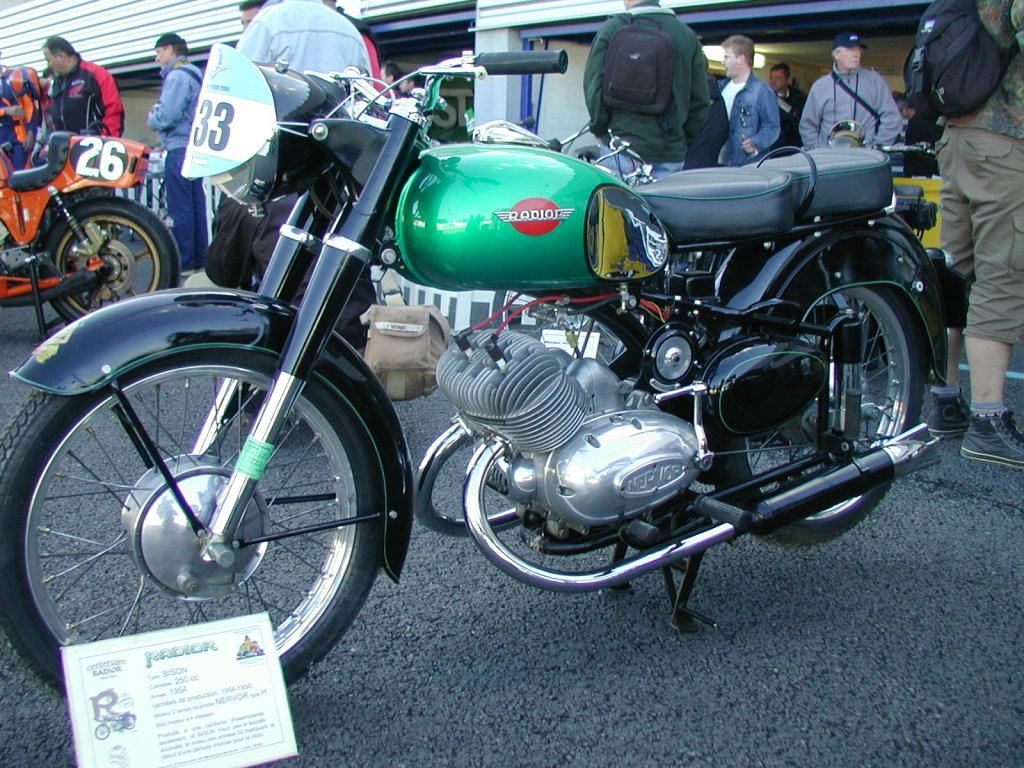
Radior Motorrad

Automobiles Radior war ein französischer Hersteller von Motorrädern und Automobilen.

## Unternehmensgeschichte
J. Chapolard gründete 1904 in Bourg-en-Bresse das Unternehmen zur Produktion von Motorrädern. Außerdem entstanden im Jahr 1921 Automobile. 1955 oder 1960 endete die Motorradproduktion.

## Automobile
Das einzige Modell war der 10 CV. Für den Antrieb sorgte ein Vierzylindermotor von Ballot mit 1592 cm³ Hubraum.